# Eugen Burg

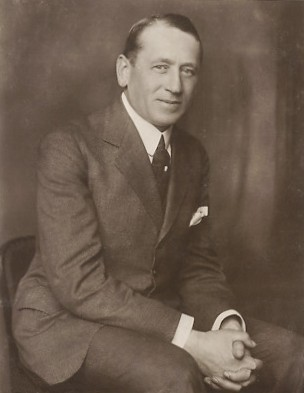
Eugen Burg auf einer Fotografie von Alexander Binder

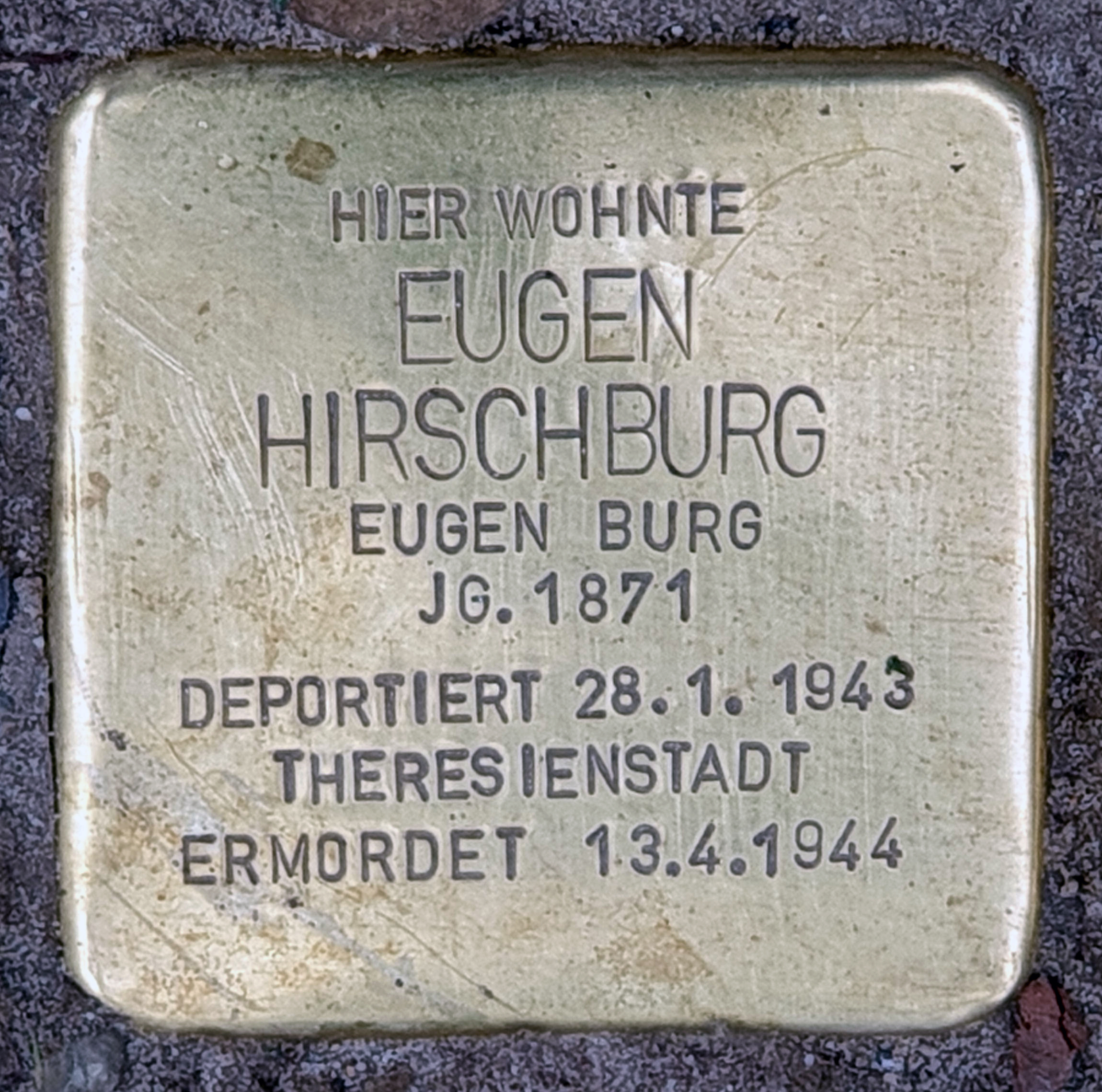
Stolperstein am Haus, Albrecht-Achilles-Straße 5, in Berlin-Wilmersdorf

Eugen Burg (* 6. Januar 1871 als Eugen Hirschburg in Berlin; † 17. April 1944 im KZ Theresienstadt) war ein deutscher Schauspieler, Schriftsteller und Filmregisseur.

## Leben

### Theaterlaufbahn
Eugen Burg sollte eigentlich Kaufmann werden, doch er verließ in den 1890er Jahren seine Geburtsstadt Berlin, um in Wien eine Bühnenlaufbahn einzuschlagen. Dort bekam er eine Schauspielausbildung von Maximilian Streben (1868–1891), dem damaligen Direktor des Sulkowsky-Privattheaters in der Wiener Vorstadt Matzleinsdorf. Etwa zur gleichen Zeit nahm auch Max Reinhardt, den mit Eugen Burg eine lebenslange Freundschaft verband, Schauspielunterricht bei Maximilian Streben. Gleichzeitig gehörten Eugen Burg und Max Reinhardt zu einer Gruppe theaterbegeisterter junger Menschen, die sich selbst die „Leopoldstadtler“ nannten, da die meisten von ihnen in der Wiener Leopoldstadt ansässig waren. Zu dieser Gruppe von Theaterenthusiasten gehörte auch Luis Taufstein, mit welchem Eugen Burg mehrere Theaterstücke schrieb.
Eugen Burg spezialisierte sich auf das Rollenfach des jungen Liebhabers und Bonvivants. Sein Bühnendebüt gab er 1889 im böhmischen Kurort Franzensbad in der Komödie Die Wilddiebe von Theodor Herzl in der Rolle des Max von Thürmer. Danach war Eugen Burg auf verschiedenen k. u. k.- Provinzbühnen zu sehen (Bielitz, Wiener Neustadt, Bad Ischl, Reichenberg, Troppau). 1893 wurde Eugen Burg kurzzeitig am Wiener Jantsch-Theater engagiert, folgte aber bereits im Sommer 1894 dem Ruf von Regisseur und Theaterleiter Otto Brahm ans Deutsche Theater in Berlin, wo Eugen Burg bis 1896 unter anderem mit Joseph Kainz und Agnes Sorma auf der Bühne stand. Einem erneuten Engagement in Wien (Raimund-Theater, 1900–1904) folgte eine Spielzeit am Deutschen Schauspielhaus in Hamburg, welches er 1905 wieder verließ, um erneut ans Deutsche Theater zu gehen, welches zu diesem Zeitpunkt schon von seinem Jugendfreund Max Reinhardt geleitet wurde. Zwischen 1908 und 1909 trat Eugen Burg am Deutschen Theater von New York auf und war dort auch als Oberregisseur tätig.
Ab 1910 war Eugen Burg dann dauerhaft in Berlin ansässig und spielte auf mehreren Berliner Bühnen (Neues Schauspielhaus, Berliner Theater, Trianon-Theater, Residenz-Theater, Rotter-Bühnen, Deutsches Künstlertheater, Kleines Theater, Komische Oper). Ab 1935, nach einem letzten Engagement am Theater in der Behrenstraße, blieb er, von den Nazis als „Volljude“ eingestuft, beschäftigungslos.

### Filmschaffen
Burg war bereits 43 Jahre alt und ein bekannter Bühnendarsteller, als er 1914 bei der Berliner PAGU zum ersten Mal vor der Kamera stand. Auf 90 weitere Stummfilme, in denen er zwischen 1916 und 1920 gelegentlich auch Regie führte, folgte 1930 mit Der Greifer sein erster Tonfilm. Neben seinem Schüler und Protegé Hans Albers trat Burg hier in der Rolle eines Chefinspektors bei Scotland Yard auf.
Nachdem 1933 die Nationalsozialisten an die Regierung gelangten, verlor Burg wegen seines Judentums sein Engagement bei der Ufa und wurde von der Reichsfachschaft Film durch einen Ausschluss aus der Reichstheaterkammer und der Reichsfilmkammer ausgeschlossen und so mit Berufsverbot belegt, was seine Karriere abrupt beendete. Er floh nach Holland und wurde dort nach dem Einmarsch der Deutschen verhaftet.

### Biographische Anmerkungen
Eugen Burg war mit der Koloratursopranistin und Opernsängerin Emmy Burg-Raabe (geb. 2. Juni 1877 in Przemyśl, gest. 6. Juli 1927 in Berlin), die später als Konzertsängerin und zuletzt als Gesangslehrerin wirkte, verheiratet. Er war der Vater der Schauspielerin Hansi Burg, die seit 1925 die Lebensgefährtin von Hans Albers war.
Burg wurde am 28. Januar 1943 gemeinsam mit seiner zweiten Frau von Berlin ins KZ Theresienstadt deportiert. Eugen Burg war schwer erkrankt und fast erblindet und starb im Alter von 73 Jahren im Blindenheim im KZ Theresienstadt.

## Theaterstücke (Auswahl)
- 1915: Herrschaftlicher Diener Gesucht. Schwank in drei Akten von Eugen Burg und Luis Taufstein.
- 1916: Alles aus Gefälligkeit. Schwank in drei Akten von Eugen Burg und Louis Taufstein.
- 1917: Wo die Liebe hinfällt. Schwank in drei Akten von Eugen Burg und Otto Härting.
- 1918: Sprühteufelchen. Schwank in drei Akten von Eugen Burg und Otto Härting.
- 1919: Die Erholungsreise. Schwank in drei Akten von Eugen Burg und Fritz Wilding.

## Filmografie
als Schauspieler, wenn nicht anders angegeben
- 1914: Die Marketenderin
- 1915: Robert und Bertram
- 1915: Nur eine Lüge. Colombine
- 1915: Nahira. Die Hand am Vorhang
- 1915: Der schwarze Moritz – Drehbuch
- 1915: Der möblierte Herr
- 1915: Das dunkle Schloß
- 1916: Gräfin Lukani – Regie
- 1916: Alles aus Gefälligkeit – Regie, Darsteller, Drehbuch
- 1917: Der karierte Regenmantel
- 1917: Der Fall Hirn
- 1918: Genie und Liebe
- 1918: Im Schloß am See – Regie, Darsteller
- 1918: Helga – Regie
- 1918: Elly und Nelly – Regie
- 1918: Du sollst nicht töten – Regie
- 1918: Die Prinzessin von Montecuculi
- 1918: Der Erbe von Skialdingsholm – Regie, Darsteller
- 1919: Liebe, die sich frei verschenkt – Regie
- 1920: Salome – Regie
- 1919: Mutter Erde – Regie, Darsteller
- 1919: Gezeichnete Mädchen – Regie
- 1919: Eine Nacht, gelebt im Paradiese – Regie
- 1919: Die da sterben, wenn sie lieben – Regie
- 1919: Der violette Tod – Regie
- 1919: Das Hexenlied – Regie
- 1919: Das Geheimnis des Schafotts – Regie, Darsteller
- 1919: Das Geheimnis der Wera Baranska – Regie
- 1919: Das Abenteuer der Bianetta – Regie
- 1920: Das Land der Verheißung – Regie, Darsteller
- 1920: Seelen im Sumpf – Regie
- 1920: Oberst Chabert – Regie, Darsteller
- 1920: Ninon de l'Enclos – Regie
- 1921: Fridericus Rex
- 1921: Die große und die kleine Welt
- 1920: Die Schmugglerin – Regie, Darsteller
- 1920: Die Scheidungs-Ehe – Regie
- 1921: Die Diktatur der Liebe. 2. Die Welt ohne Liebe
- 1920: Der wird geheiratet – Regie, Drehbuch
- 1920: Der Kelch der Keuschheit – Regie
- 1921: Violet
- 1921: Die schwarze Pantherin
- 1922: Wenn die Maske fällt
- 1922: Mignon
- 1922: Marie Antoinette
- 1923: Ein Kind – ein Hund
- 1922: Die vom Zirkus. Die Zirkusdiva
- 1922: Die Lüge eines Sommers
- 1922: Der bekannte Unbekannte
- 1923: Alt-Heidelberg
- 1923: S.O.S. Die Insel der Tränen
- 1923: Gobseck
- 1924: Hotel Potemkin
- 1924: Max, der Zirkuskönig
- 1924: Das schöne Abenteuer
- 1926: Was ist los im Zirkus Beely?
- 1926: Rinaldo Rinaldini
- 1926: Eine Dubarry von heute
- 1926: Die versunkene Flotte
- 1926: Die lachende Grille
- 1926: Die dritte Eskadron
- 1926/1927: Die Jagd nach der Braut
- 1926: Die Flucht in den Zirkus
- 1926/1927: Der Zigeunerbaron
- 1926: Das süße Mädel
- 1926/1927: Das edle Blut
- 1926: Achtung Harry! Augen auf!
- 1927/1928: Wer das Scheiden hat erfunden
- 1927: Sein größter Bluff
- 1927: Schwere Jungens – leichte Mädchen
- 1927/1928: Panik
- 1927/1928: Mädchen, hütet Euch!
- 1927: Herkules Maier
- 1927: Glanz und Elend der Kurtisanen
- 1927: Es zogen drei Burschen
- 1927: Die Geliebte
- 1927: Der Mann ohne Kopf
- 1927: Das tanzende Wien. An der schönen blauen Donau. 2. Teil
- 1928: Mädchenschicksale
- 1928: Mann gegen Mann
- 1928: Gaunerliebchen
- 1928: Der erste Kuß
- 1928: Der Adjutant des Zaren
- 1929: Spielereien einer Kaiserin
- 1929: Spiel um den Mann
- 1929: Ohne Geld durch die Welt
- 1929: Morgenröte
- 1929: Ludwig der Zweite, König von Bayern
- 1929: Jennys Bummel durch die Männer
- 1929: Ja, Ja, die Frau’n sind meine schwache Seite
- 1929: Flucht in die Fremdenlegion
- 1930: Der Greifer
- 1930: 1914, die letzten Tage vor dem Weltbrand
- 1931: Mary
- 1931: Elisabeth von Österreich
- 1931: Der Draufgänger
- 1931: Mein Leopold
- 1931: Der Stolz der 3. Kompanie
- 1932: Holzapfel weiß alles
- 1932: Der Sieger
- 1932: Unmögliche Liebe
- 1932: Teilnehmer antwortet nicht
- 1932: Streichquartett
- 1932: Der weiße Dämon

## Gedenken
Am 17. Juli 2025 wurden vor seinem ehemaligen Wohnort, Berlin-Wilmersdorf, Albrecht-Achilles-Straße 5, Stolpersteine für ihn und seine Frau verlegt.